# Aire urbaine de Troyes
L'aire urbaine de Troyes est une aire urbaine française centrée sur la ville de Troyes.

## Caractéristiques en 1999
D'après la définition qu'en donne l'INSEE, l'aire urbaine de Troyes est composée de 120 communes, situées dans l'Aube. Ses 172 497 habitants font d'elle la 46e aire urbaine de France.
17 communes de l'aire urbaine sont des pôles urbains.
Le tableau suivant détaille la répartition de l'aire urbaine sur le département (les pourcentages s'entendent en proportion du département) :
| Département | Communes | Communes (%) | Superficie (km²) | Superficie (%) | Population (1999) | Population (%) |
| ----------- | -------- | ------------ | ---------------- | -------------- | ----------------- | -------------- |
| Aube        | 120      | 27,7         | 1 541,43         | 25,7           | 172 497           | 59,0           |